# أرفيد أندرسون
أرفيد أندرسون (بالسويدية: Arvid Andersson)‏ هو رجل إطفاء سويدي، ولد في 19 مايو 1919 في Sunne, Sweden ‏ في السويد، وتوفي في 20 سبتمبر 2011 في كريستينه هامن في السويد.

## وصلات خارجية
- أرفيد أندرسون على موقع اللجنة الأولمبية الدولية (الإنجليزية)
- أرفيد أندرسون على موقع أوليمبيديا (الإنجليزية)
- أرفيد أندرسون على موقع اللجنة الأولمبية السويدية (السويدية)